# Batman Beyond
Batman Beyond (även kallad Batman of the Future i Europa, Australien, Japan och Mexiko) (även kallad Framtidens Batman på svenska) är en amerikansk animerad TV-serie skapad av Warner Bros. Animation i samarbete med DC Comics som en fortsättning på Batman.
Serien skildrar tonårige Terry McGinnis som en ny Batman i ett futuristiskt Gotham City under ledning av en äldre Bruce Wayne, och sändes 10 januari 1999-18 december 2001. Efter 52 avsnitt och en direkt till video-film, (Batman Beyond: Return of the Joker), avslutades serien till förmån för den animerade serien Justice League, även om planer för en fjärde säsong fanns. Dock förekom en kortlivad spinoff, The Zeta Project. I The Zeta Projects första avsnitt "Shadows" görs en crossover med Batman Beyond; i denna fortsättning utspelar sig historien mellan avsnitten "Countdown" och seriens sista avsnitt, "Unmasked." Fortsättningen på Batman Beyond har lett till flera serietidningscrossovers från DC Comics, bland annat en serie som påbörjades 2011.

## Rollista
| Röstskådespelare  | Roll                  |
| ----------------- | --------------------- |
| Will Friedle      | Terry McGinnis/Batman |
| Kevin Conroy      | Bruce Wayne           |
| Cree Summer       | Maxine "Max" Gibson   |
| Lauren Tom        | Dana Tan              |
| Frank Welker      | Ace                   |
| Stockard Channing | Barbara Gordon        |
| Angie Harmon      | Barbara Gordon        |

## Svenska röster
- Bruce Wayne (Batman)	Stephan Karlsén
- Terry McGinnis (Batman)	Linus Wahlgren
- Warren McGinnis		Hasse Jonsson
- Mary McGinnis		Annelie Berg Bhagavan
- Matt McGinnis		Leo Hallerstam
- Derek Powers		Hans Wahlgren
- Herr Fixx		Gunnar Mosén
- Dana Tan		Maria Rydberg
- Nelson Nash		Joakim Jennefors
- Bunny Vreeland		Maria Rydberg
- Vilmos Egans		Johan Hedenberg
- Chelsea			Annelie Berg Bhagavan
- Harry			Peter Sjöquist
- Jokerledare		Andreas Nilsson
- Joker 1                Måns Eriksson
- Joker 2                Peter Sjöquist
- Joker 3                Gunnar Mosén
- Joker 4                Hasse Jonsson
- Joker 5                Joakim Jennefors
- Jokertjej              Anna Book
- Kidnapparchef          Peter Sjöquist
- Kidnappare 1           Lasse Svensson
- Kidnappare 2           Johan Hedenberg
- Kidnappare 3           Peter Sjöquist
- Kidnappare 4           Lasse Svensson
- Poliser                Hasse Jonsson och Andreas Nilsson
- Vakter                 Lasse Svensson, Johan Hedenberg, Hasse Jonsson, Joakim Jennefors och Peter Sjöquist
- Speaker                Hans Wahlgren

### Fotnoter
1. ↑  hämtat från: spanskspråkiga Wikipedia.[källa från Wikidata]
2. ↑  ”A History of Batman on TV”. IGN. http://uk.tv.ign.com/articles/891/891807p8.html. Läst 15 augusti 2010.
3. ↑  ”Comics Continuum”. Comics Continuum. 9 februari 2001. http://www.comicscontinuum.com/stories/0102/09/index.htm. Läst 2 januari 2011.